# 克罗奇费里街
37°30′17.9″N 15°5′5.4″E / 37.504972°N 15.084833°E
克罗奇费里街（Via dei Crociferi）是卡塔尼亚一条宏伟的街道，建于18世纪。它开始于圣方济各广场。
这条街两边排列着教堂、修道院和民居，均为巴洛克建筑。在200米左右的距离内有四个教堂。首先是圣本笃堂，通过圣本笃拱门连接本笃会修女院。其次是圣方济各玻日亚堂。两座教堂由一条小街隔开。然后是耶稣会学院。
再向前是圣儒利亚纳堂，被视为西西里巴洛克最好的例子之一。该建筑出自建筑师喬凡諾·巴蒂斯塔·瓦卡利尼的设计，具有优雅的线条。然后是克罗奇费里修道院、圣嘉弥禄堂（chiesa di San Camillo）以及Villa Cerami（卡塔尼亚大学法律系设于此处）。

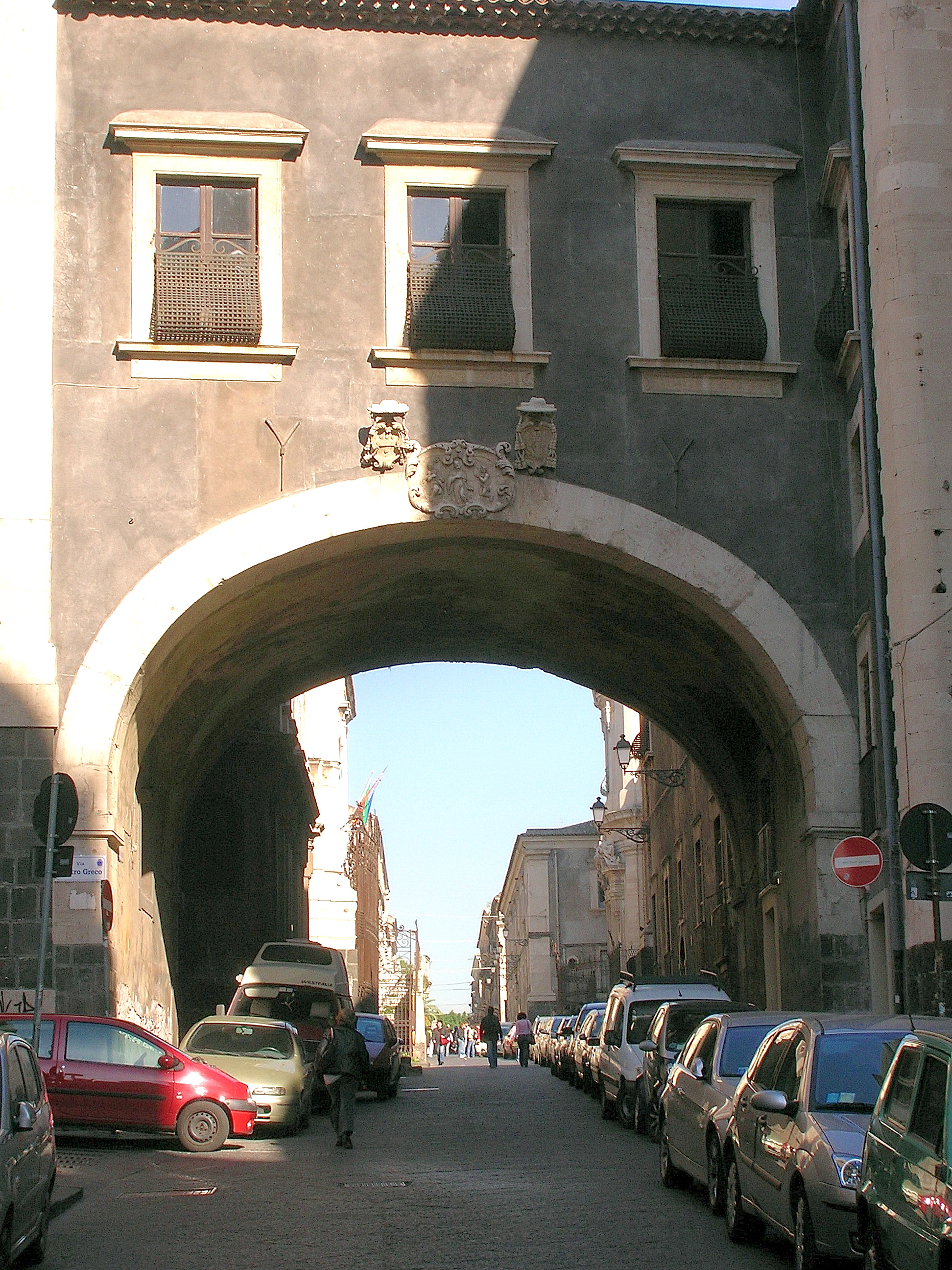
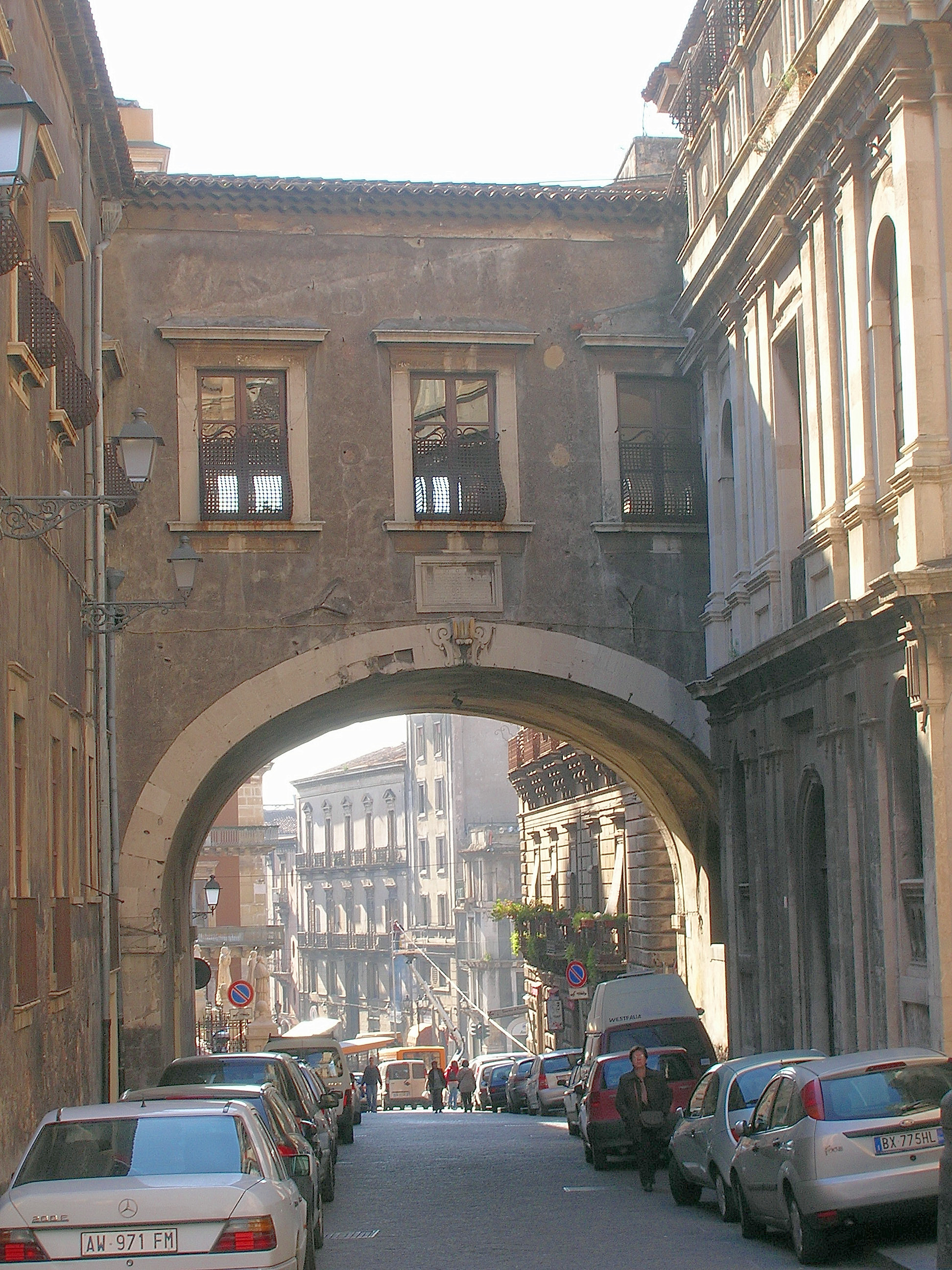
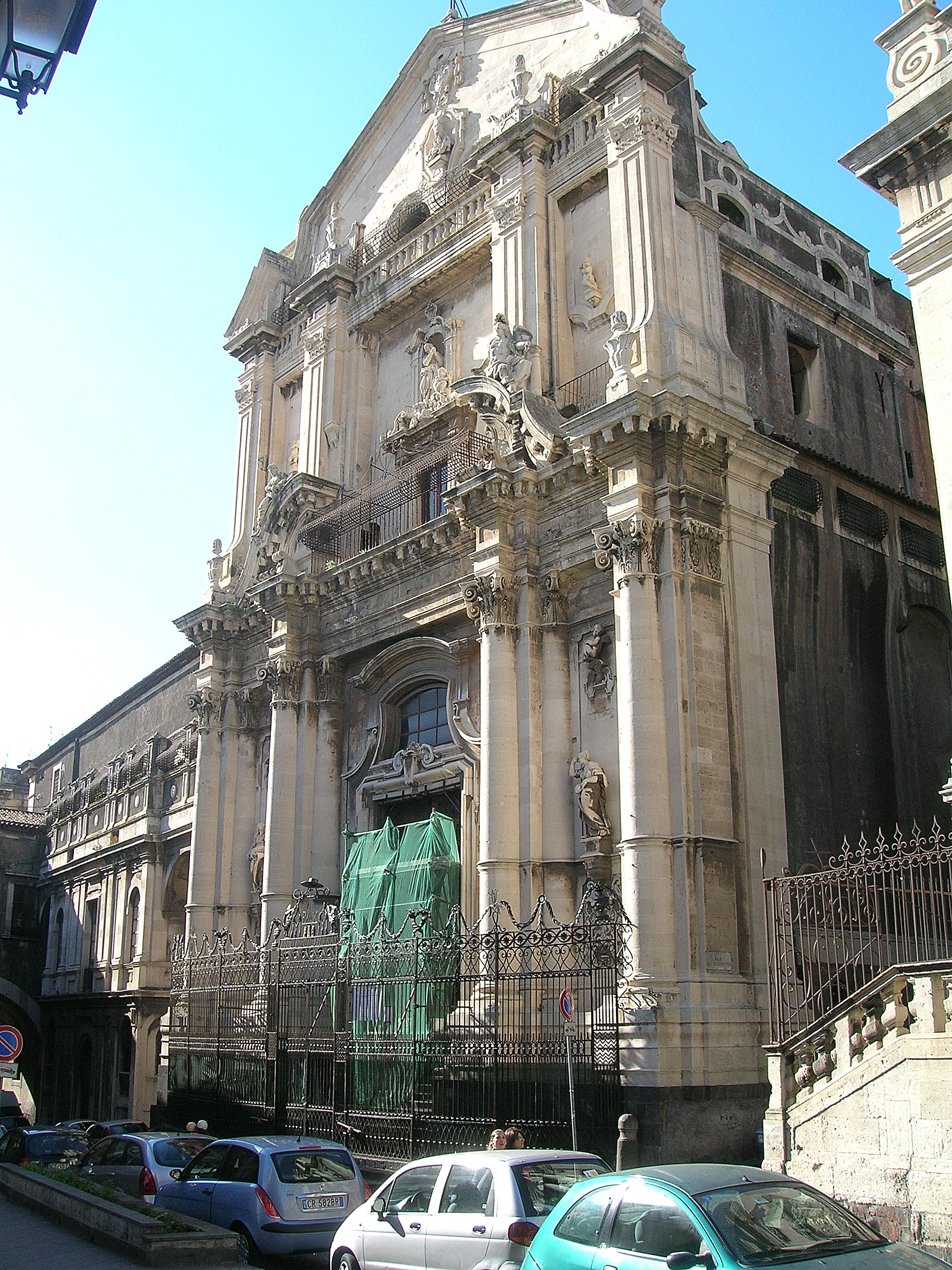
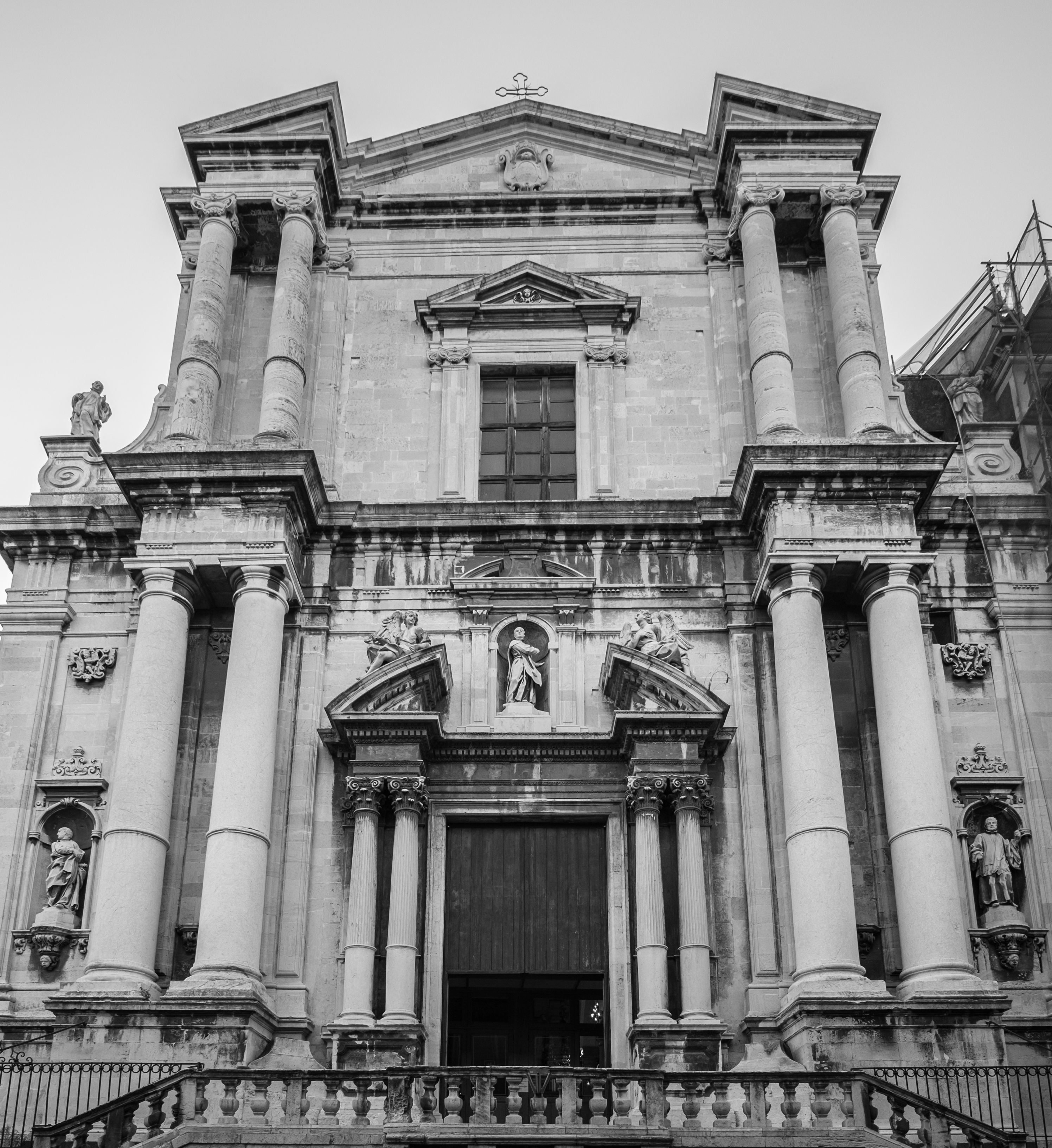
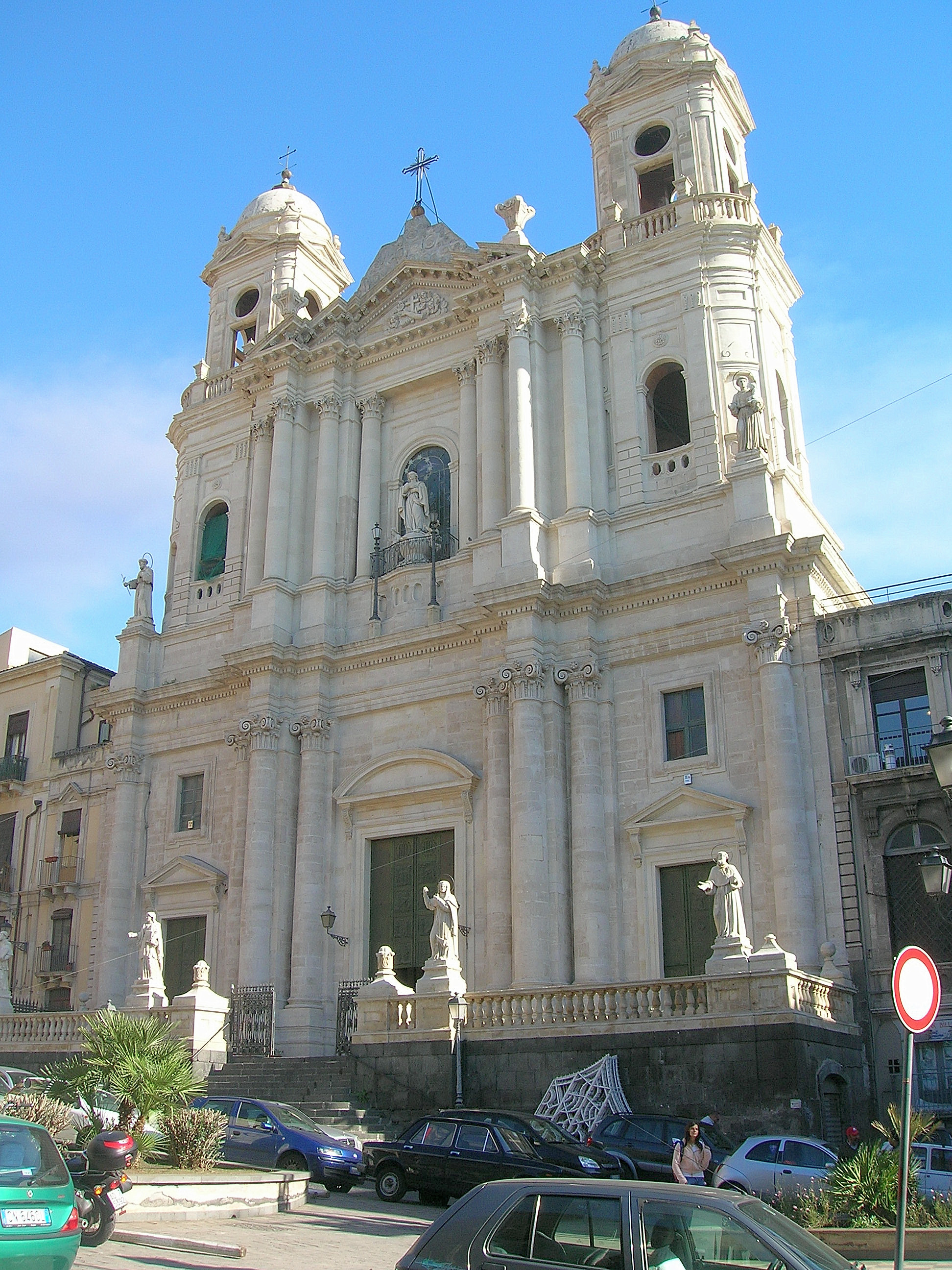
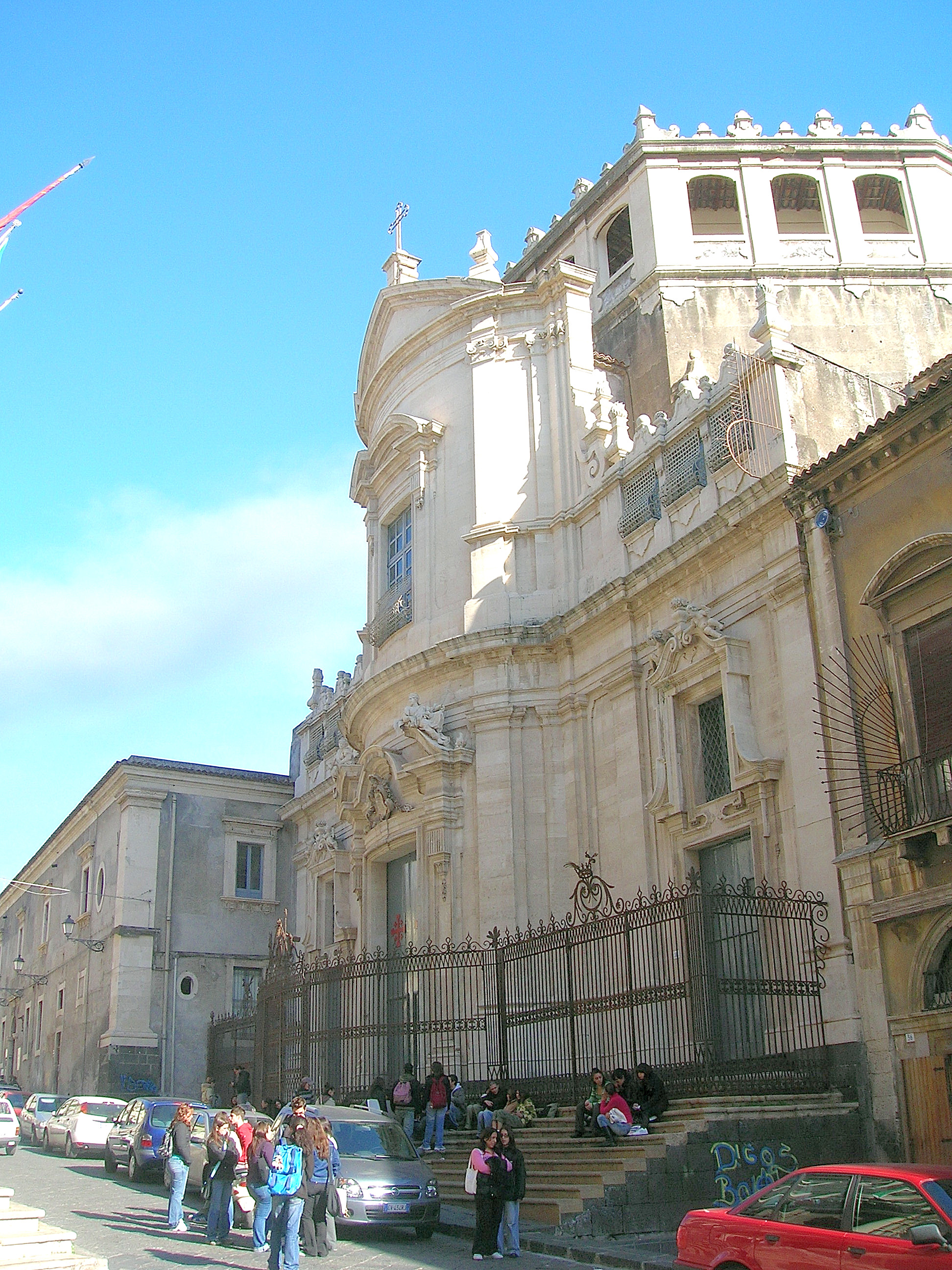
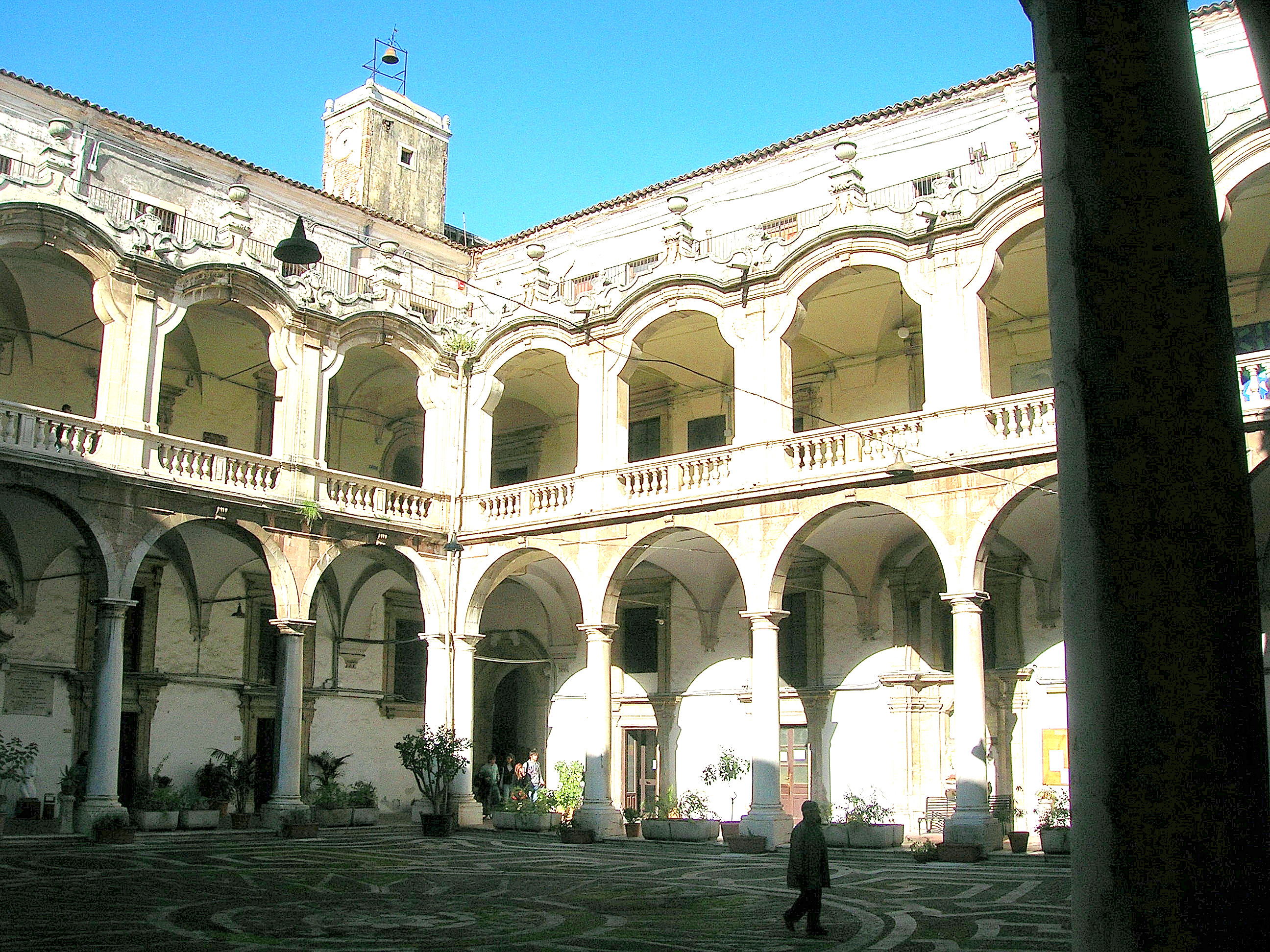
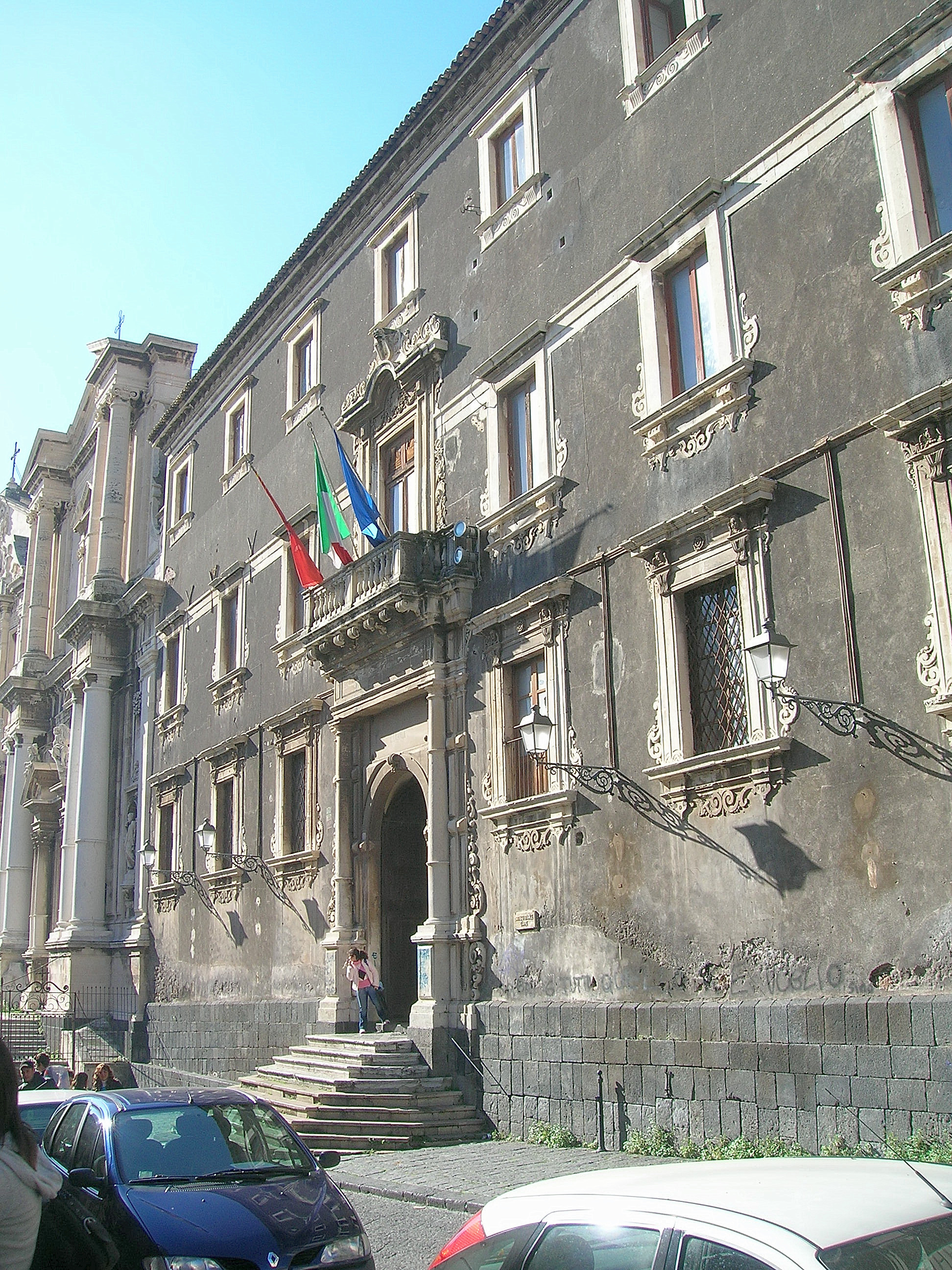
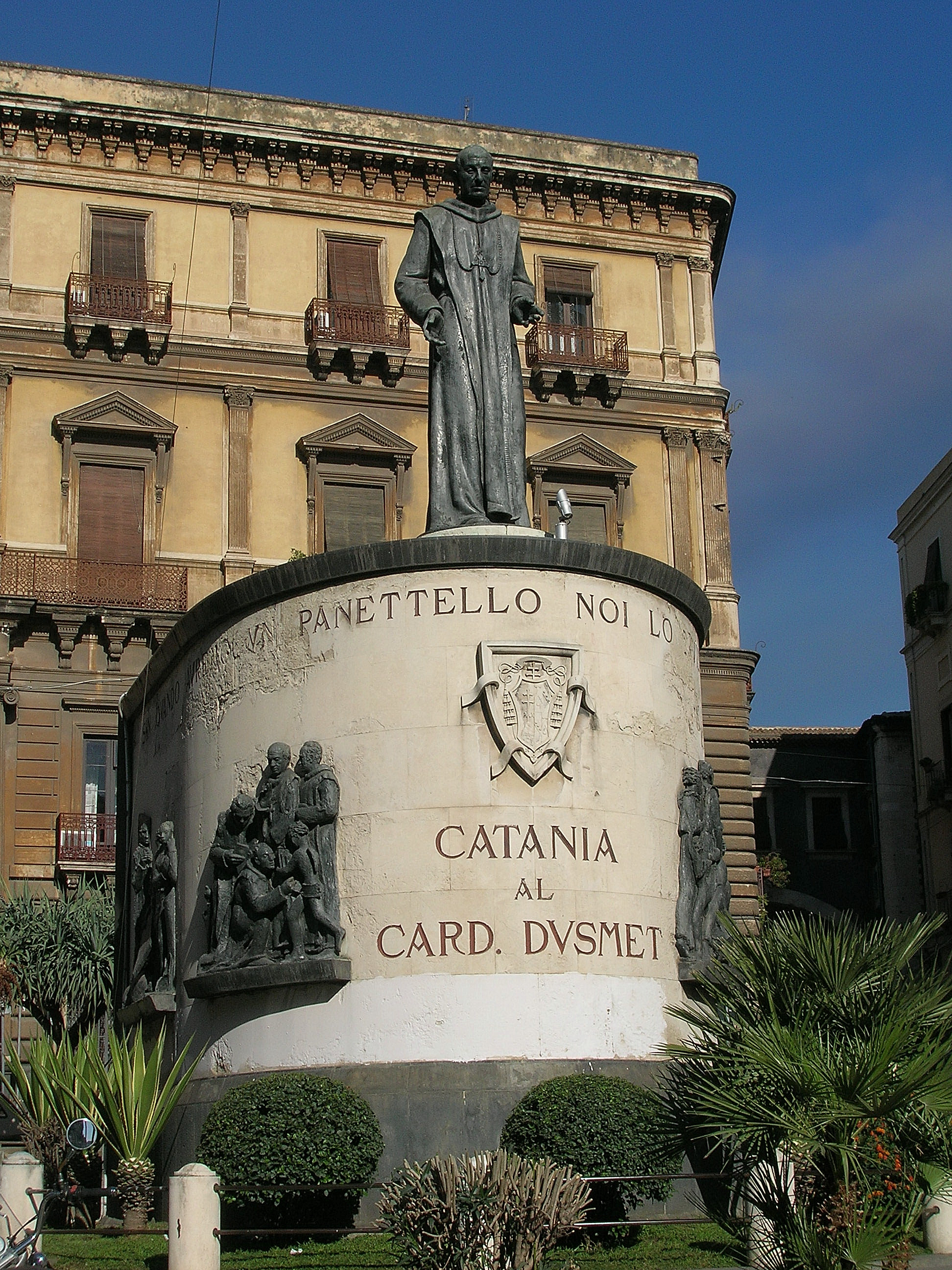
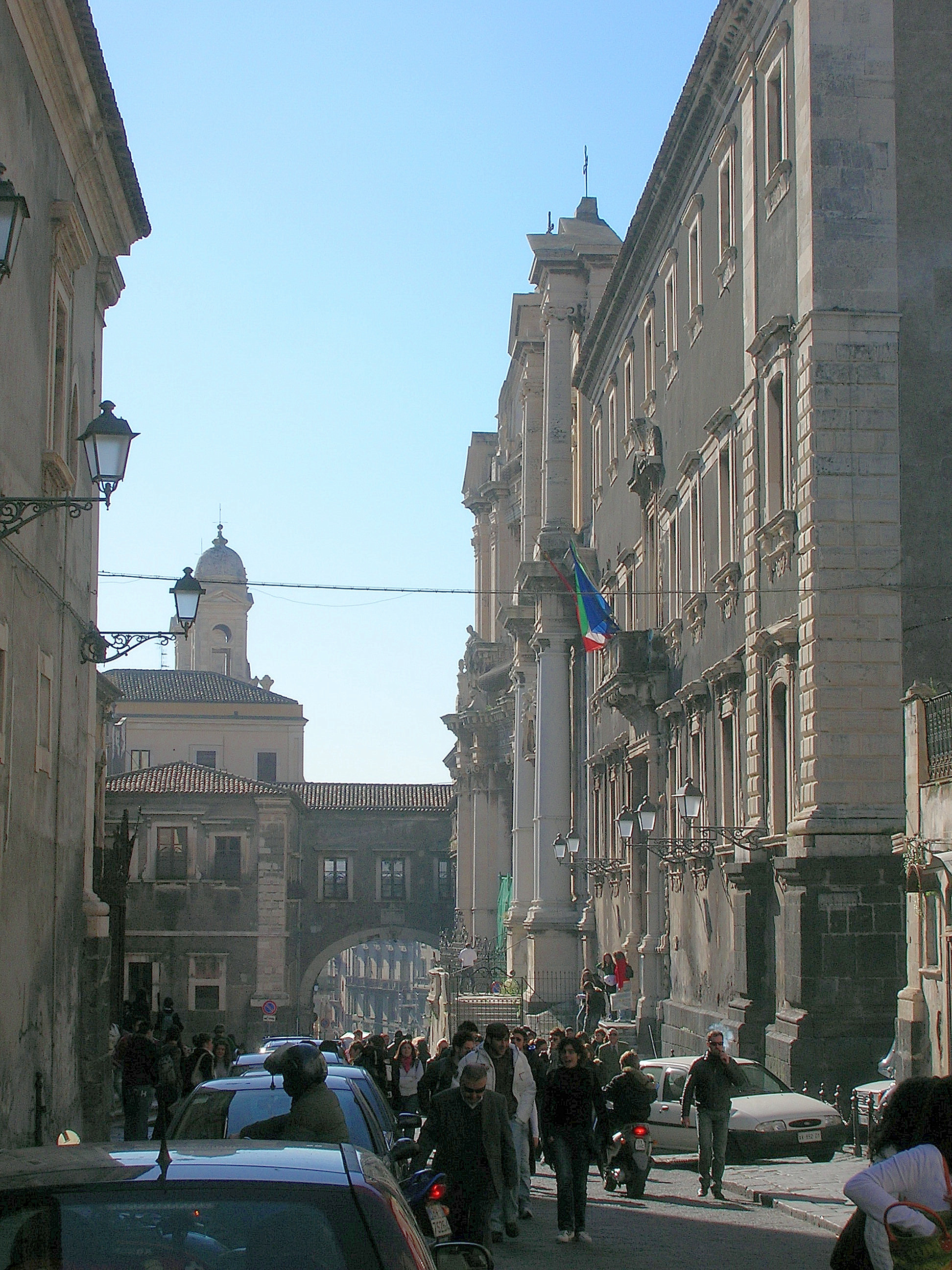
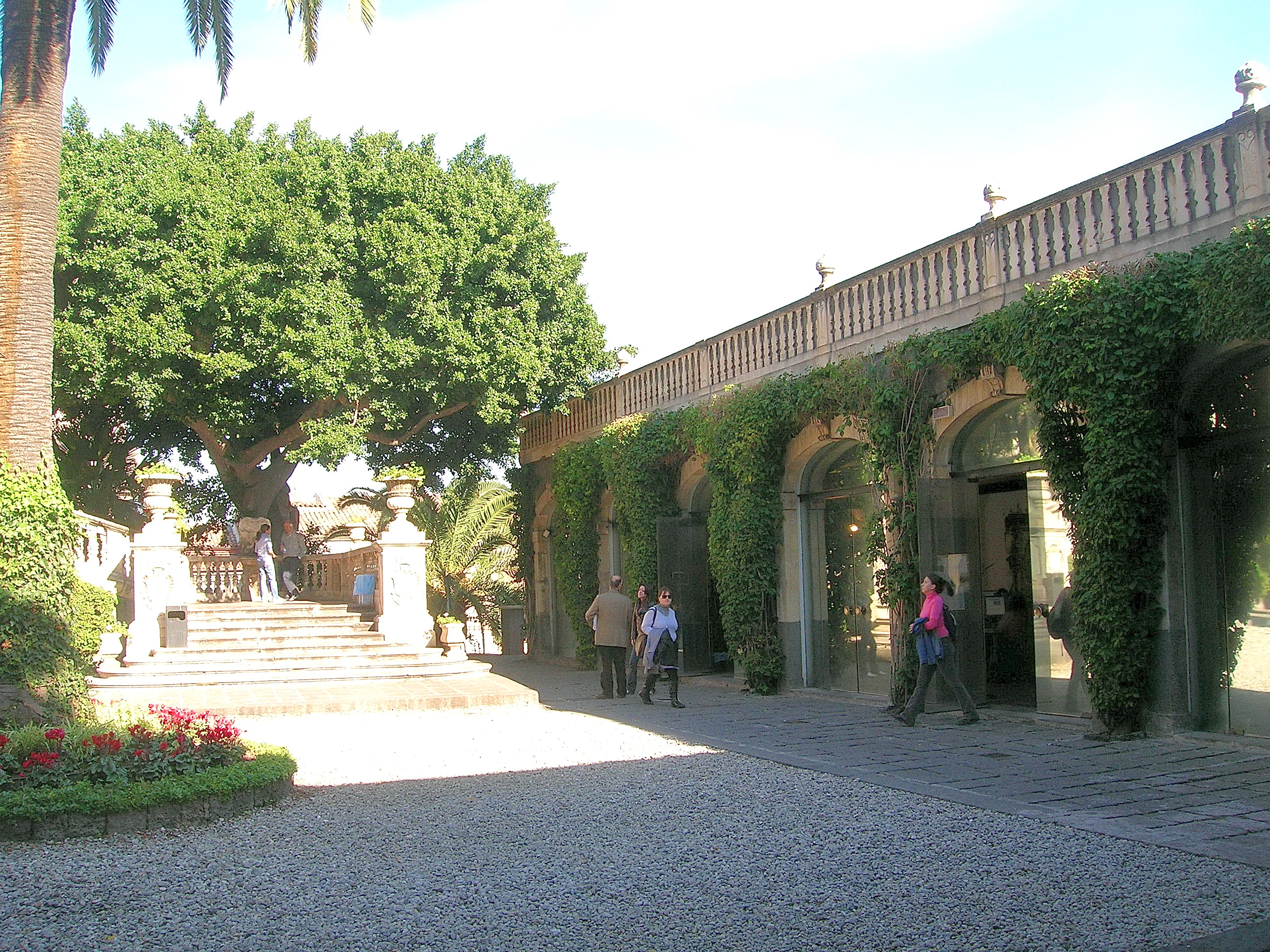
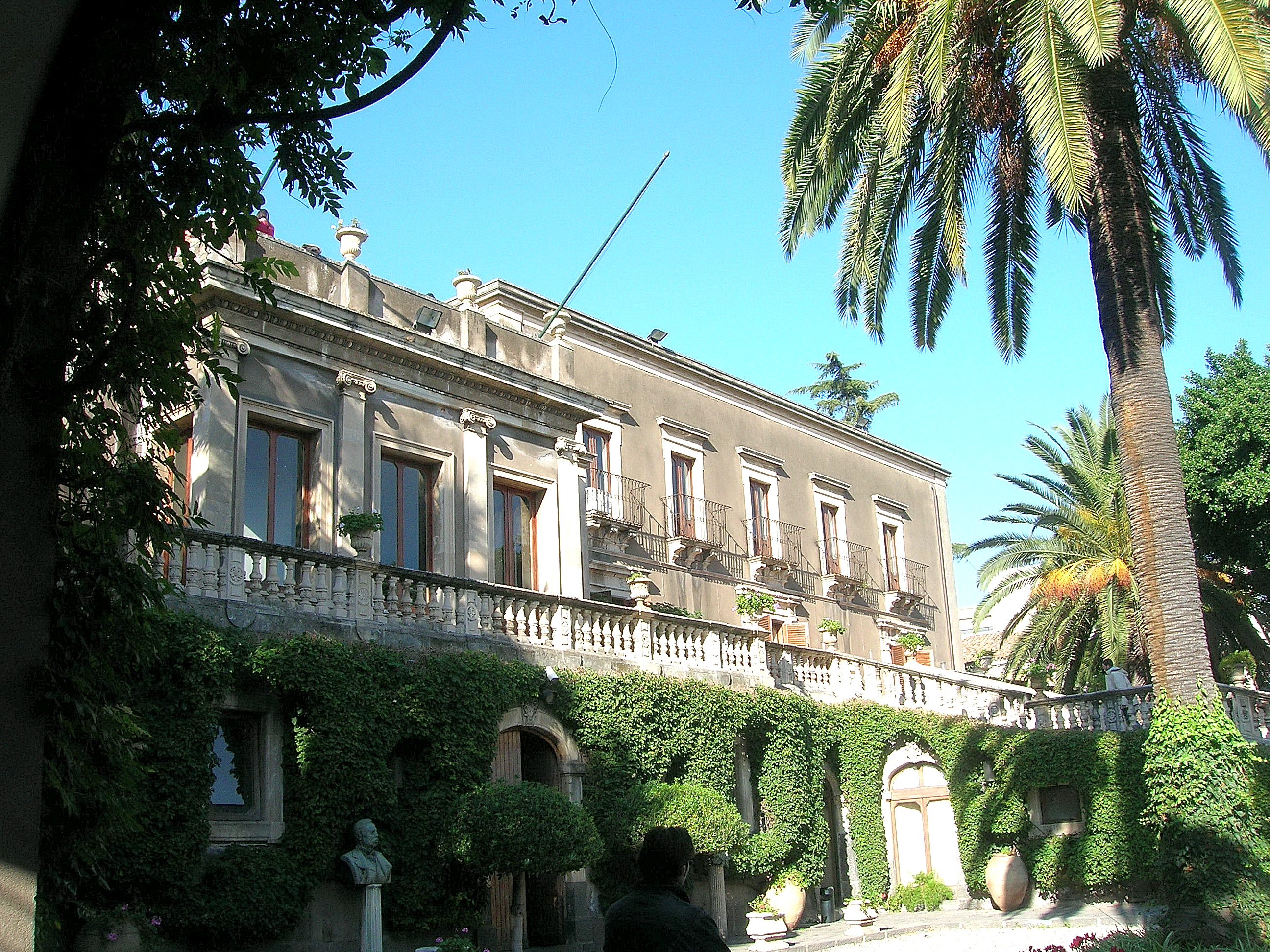